# Fauna e flora de Istambul

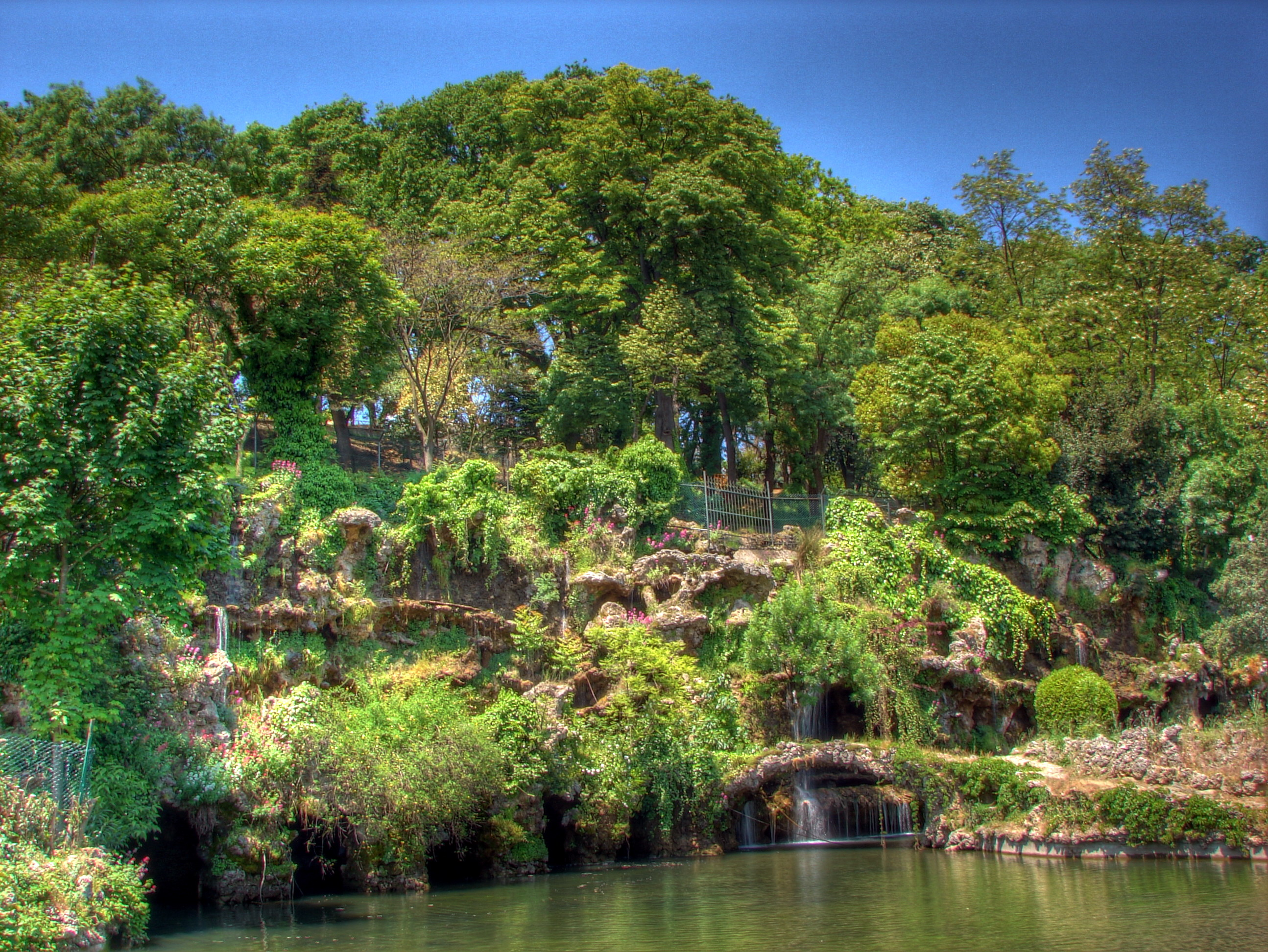
Vista do (Emirgân Korusu), no distrito istambulita de Sarıyer

A fauna e flora de Istambul, a área metropolitana mais populosa da Turquia, é constituída por espécies características da Europa Central e do Mediterrâneo, estas últimas especialmente nas Ilhas dos Príncipes.

## Flora
Entre as árvores mais abundantes destacam-se sobretudo o carvalho e castanheiro, mas também a bétula. Nas Ilhas dos Príncipes as espécies vegetais predominantes são o pinheiro-manso e o carrasco. Outras variedades arbóreas e arbustivas são, por exemplo: Pistacia, Cupressaceae (ciprestes e cedros), Cistus, abrunheiro e Ruscus.
Parte dos distritos de Eyüp e Sarıyer é ocupada pela Floresta de Belgrado, a qual deve o seu nome a ex-habitantes de Belgrado que foram feitas prisioneiros pelos otomanos durante o Cerco de Belgrado de 1521 e ali se instalaram numa aldeia abandonada. Embora atualmente tenha menos de metade do tamanho que tinha no tempo de Solimão, o Magnífico, quando era uma importante fonte de abastecimento de água à cidade, a Floresta de Belgrado ainda se estende por 5 500 ha e ainda fornece alguma água. Na floresta predominam o carvalho-branco (Quercus petraea) e o carvalho-da-Hungria (Quercus frainetto), mas também estão presentes carpinos, Betula pendula, Betula pubescens, Lilium martagon (lírio), Mercurialis perennis, Circaea lutetiana e  Scilla bifolia.
O número total de espécies vegetais presentes na província de Istambul é de cerca de 2 500, um número superior, por exemplo, ao registado em países como o Reino Unido. Cerca de um quarto das espécies documentadas na Turquia estão presentes na região e algumas delas são endémicas. Segundo dados da Direção Geral de Florestas, 4% da província de Istambul é ocupada por florestas.

## Fauna

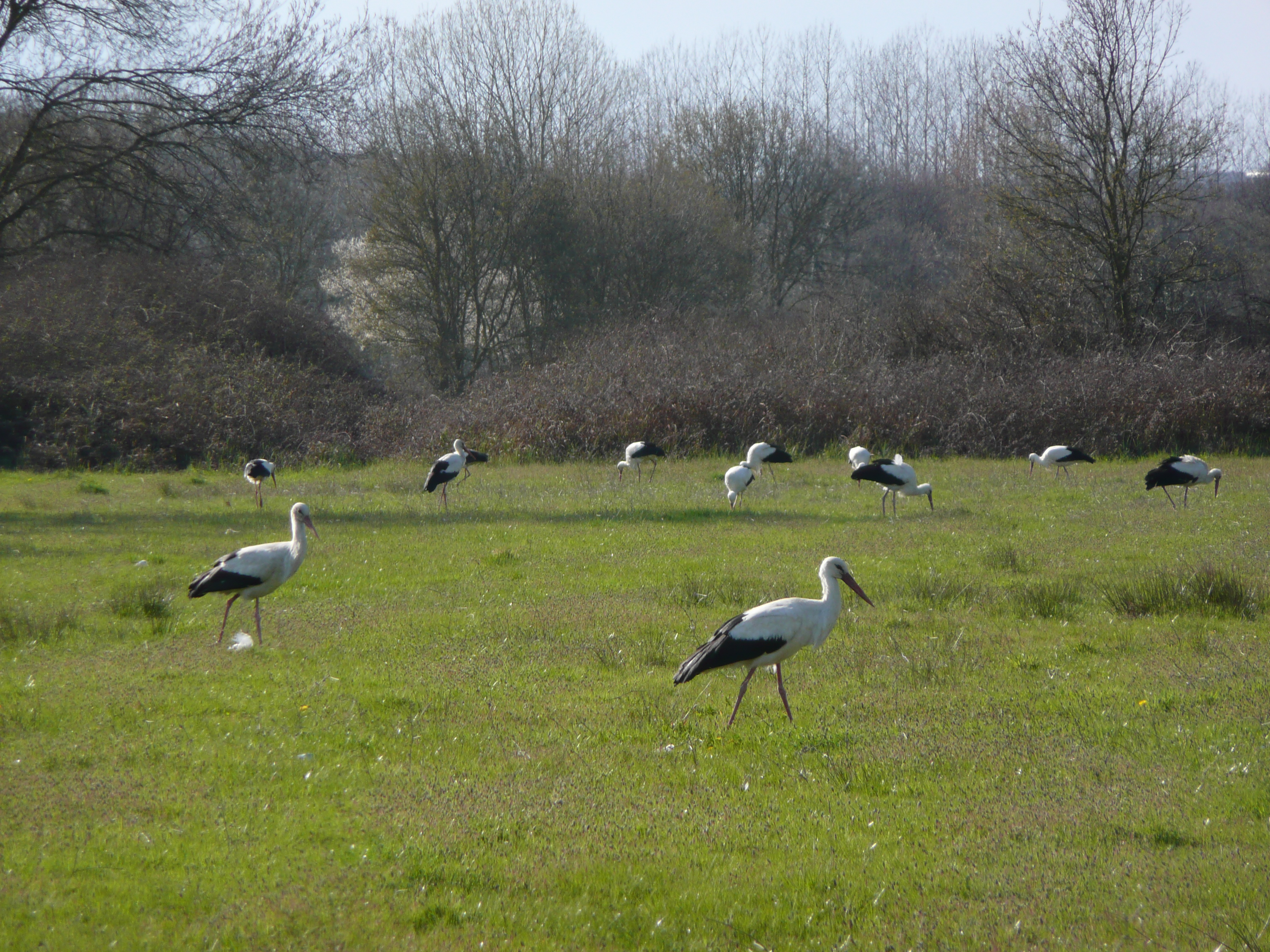
Cegonhas-brancas em Sırapınar, no distrito de Ümraniye

A vida animal é abundante. No mar, a mistura da água mais salgada do Mar de Mármara com a água mais doce do Mar Negro origina uma relativa abundância de peixes na parte sul do Bósforo, onde a espécie mais abundante é a anchova. Ocasionalmente são avistados golfinhos, principalmente desde que começaram a ser construídas estações de tratamento de esgotos que elevaram a qualidade da água. Em terra, estão documentadas pelo menos 71 espécies de aves e 18 espécies de mamíferos, só na Floresta de Belgrado. Entre estes podem enumerar-se o lobo, chacal-dourado, raposa, veado-vermelho e outros cervídeos.
A região de Istambul é apreciada por observadores de aves de todo o mundo devido a situar-se numa importante rota de migração. No verão meio milhão de cegonhas-brancas atravessam o Bósforo. No final de setembro assiste-se à passagem de milhares de cegonhas-pretas. Outras aves que se podem avistar são: vespeiro-europeu, águia-pomarina, águia-gritadeira, gavião-da-europa e outros gaviões dos géneros Buteo e Circus, entre outras. Menos frequentes são o abutre-do-egito, águia-imperial-oriental, águia-de-botas e a águia-cobreira. Nas zonas urbanas são muito frequentes o pombo e larídeos (aves marinhas como gaivotas e gaivinas), pardal-doméstico, andorinhão-real e é também possível avistar o chamariz, toutinegra-de-cabeça-preta, corvo-marinho-de-faces-brancas, garça-real-europeia, milhafre-preto e pardela-yelkouan (Puffinus yelkouan).
A cidade tem um número apreciável de gatos vadios. Alguns vivem sozinhos, mas há alguns que vivem em grandes grupos. Alimentam-se sobretudo do que encontram no lixo, mas são também frequentemente alimentados pelas pessoas. Em menor número também há cães vadios semi-selvagens.